# Чалык (Молдова)
Чалык (рум. Cealîc) — село в Тараклийском районе Молдавии. Является административным центром коммуны Чалык, включающей также сёла Новый Кортен и Самурза.

## География
Село расположено на высоте 70 метров над уровнем моря. В селе Чалык имеется две улицы — Болгарская и Суворова.

## Население
По данным переписи населения 2004 года, в селе Чалык проживает 512 человека (258 мужчин, 254 женщины).
Этнический состав села:
| Национальность | Число жителей | Процентный состав |
| -------------- | ------------- | ----------------- |
| гагаузы        | 234           | 45,7              |
| молдаване      | 102           | 19,92             |
| болгары        | 94            | 18,36             |
| украинцы       | 46            | 8,98              |
| русские        | 32            | 6,25              |
| прочие         | 4             | 0,78              |
| Всего          | 512           | 100 %             |